# Lupinus mucronulatus
Lupinus mucronulatus är en ärtväxtart som beskrevs av Howell. Lupinus mucronulatus ingår i släktet lupiner, och familjen ärtväxter. Inga underarter finns listade i Catalogue of Life.